# Дяволски остров
Дяволският остров (на френски: Île du Diable) е остров, намиращ се на границата между Карибско море и Атлантика. Част е от територията на Френска Гвиана.

## История
През ХІХ и ХХ век преди Втората световна война островът е използван като място за каторга. Там са изпращани престъпници, осъдени на смърт и на доживотен затвор от Франция.
Известен осъден, пребивавал на острова, е Алфред Драйфус.

## В културата
Островът добива известност от книгата „Пеперудата“ („Папийон“) на Анри Шариер и едноименния филм „Папилон“ с участието на Стийв Маккуин и Дъстин Хофман.